# توماس روس
توماس روس (بالإنجليزية: Thomas Ross) هو محامي وسياسي أمريكي، ولد في 1 ديسمبر 1806، وتوفي في 7 يوليو 1865. حزبياً، نشط في الحزب الديمقراطي. وقد انتخب عضو مجلس النواب الأمريكي.